# Fannia rabdionata
Fannia rabdionata är en tvåvingeart som beskrevs av Karl 1940. Fannia rabdionata ingår i släktet Fannia och familjen takdansflugor.
Artens utbredningsområde är Finland. Inga underarter finns listade i Catalogue of Life.